# العلاقات الباكستانية الغيانية
العلاقات الباكستانية الغيانية هي العلاقات الثنائية التي تجمع بين باكستان وغيانا.

## مقارنة بين البلدين
هذه مقارنة عامة ومرجعية للدولتين:
| وجه المقارنة                                              | باكستان                     | غيانا        |
| --------------------------------------------------------- | --------------------------- | ------------ |
| المساحة (كم2)                                             | 881.91 ألف                  | 214.97 ألف   |
| عدد السكان (نسمة)                                         | 197.02 مليون                | 777.86 ألف   |
| الكثافة السكانية (ن./كم²)                                 | 223.4                       | 3.62         |
| العاصمة                                                   | إسلام آباد                  | جورج تاون    |
| اللغة الرسمية                                             | لغة إنجليزية، اللغة الأردية | لغة إنجليزية |
| العملة                                                    | روبية باكستانية             | دولار غياني  |
| الناتج المحلي الإجمالي (بليون دولار)                      | 304.95 مليار                | 3.68 مليار   |
| الناتج المحلي الإجمالي (تعادل القوة الشرائية) بليون دولار | 946.67 مليار                | 5.77 مليار   |
| الناتج المحلي الإجمالي الاسمي للفرد دولار أمريكي          | 1.43 ألف                    | 4.13 ألف     |
| الناتج المحلي الإجمالي للفرد دولار أمريكي                 | 4.81 ألف                    |              |
| مؤشر التنمية البشرية                                      | 0.538                       |              |
| رمز المكالمات الدولي                                      | +92                         | +592         |
| رمز الإنترنت                                              | .pk                         | .gy          |
| المنطقة الزمنية                                           | ت ع م+05:00                 | 00           |

## منظمات دولية مشتركة
يشترك البلدان في عضوية مجموعة من المنظمات الدولية، منها:
| علم المنظمة | اسم المنظمة                               | تاريخ انضمام باكستان | تاريخ انضمام غيانا |
| ----------- | ----------------------------------------- | -------------------- | ------------------ |
|             | يونسكو                                    | 14 سبتمبر 1949       | 21 مارس 1967       |
|             | وكالة ضمان الاستثمار متعدد الأطراف        | 12 أبريل 1988        | 18 يناير 1989      |
|             | الأمم المتحدة                             | 30 سبتمبر 1947       | 20 سبتمبر 1966     |
|             | دول الكومنولث                             | ?                    | ?                  |
|             | الاتحاد البريدي العالمي                   | ?                    | ?                  |
|             | البنك الدولي للإنشاء والتعمير             | 11 يوليو 1950        | 26 سبتمبر 1966     |
|             | الاتحاد الدولي للاتصالات                  | 26 أغسطس 1947        | 8 مارس 1967        |
|             | منظمة حظر الأسلحة الكيميائية              | ?                    | ?                  |
|             | مؤسسة التمويل الدولية                     | 20 يوليو 1956        | 4 يناير 1967       |
|             | المركز الدولي لتسوية المنازعات الاستشارية | 15 أكتوبر 1966       | 10 أغسطس 1969      |
|             | منظمة التجارة العالمية                    | ?                    | ?                  |
|             | منظمة الشرطة الجنائية الدولية             | ?                    | ?                  |

## وصلات خارجية
- موقع وزارة الخارجية الباكستانية
- موقع وزارة الخارجية الغيانية